# Kennington, Oxfordshire
Kennington är en civil parish i Storbritannien.   Den ligger i grevskapet Oxfordshire och riksdelen England, i den södra delen av landet, 80 km väster om huvudstaden London. Antalet invånare är 3 881.